# Agneta Bladh
Agneta Christina Bladh, född 31 augusti 1946 i Nybro, är en svensk  ämbetsman och statsvetare. Bladh var rektor för Högskolan i Kalmar till 31 december 2009. Hon har tidigare varit statssekreterare i Utbildningsdepartementet.
Bladh disputerade i statsvetenskap vid Stockholms universitet 1987 på avhandlingen Decentraliserad förvaltning: tre ämbetsverk i nya roller som bland annat behandlade Universitets- och högskoleämbetet, UHÄ.
Agneta Bladh har arbetat som sakkunnig i forskningsfrågor i Statsrådsberedningen och som utbildningsledare och kanslichef vid Stockholm universitet. Från 1992 var hon knuten till Verket för högskoleservice som avdelningschef och tillförordnad generaldirektör, och när myndigheten ombildades i Högskoleverket 1995 utsågs hon till dess generaldirektör. Hon har också arbetat som avdelningsdirektör i Statskontoret.
Åren 1998-2004 var Agneta Bladh statssekreterare i Utbildningsdepartementet under utbildningsminister Thomas Östros. Hennes ansvarsområde var forskning och högre utbildning. 
Bladh tillträdde 2004 som rektor vid Högskolan i Kalmar, där hon bland annat arbetat med högskolesamverkan inom ramen för Akademi sydost, ett samarbete mellan Högskolan i Kalmar, Blekinge tekniska högskola och Växjö universitet. Som en följd av arbetet beslutade högskolestyrelsen i Kalmar och universitetsstyrelsen i Växjö i november 2007 att gå samman till ett gemensamt universitet, och i juni 2008 lämnade de båda lärosätena sin begäran till regeringen. Från 1 januari 2010 finns det nya Linnéuniversitetet. Bladh har även varit ledamot i den statliga strukturutredning för norska högskolesektorn som lade fram sin rapport i januari 2008 samt ordförande i den danska universitetsevalueringen med rapport 2009.
2008-2012 var Agneta Bladh ledamot av the Administrative Board of the International Association of Universities (IAU).
Den 1 januari 2011 tillträdde Bladh som tillförordnad vd och akademisk ledare för Internationella Handelshögskolan i Jönköping (JIBS).
2011-2015 var Agneta Bladh ordförande i den ideella föreningen Vetenskap & Allmänhet.
2012-2014 var Agneta Bladh ledamot av EU-kommissionens High Level Group on Modernisation of Higher Education.
2013 blev Agneta Bladh ledamot av Magna Charta Observatory Council med säte i Bologna.
I januari 2016 tillträdde Agneta Bladh som ordförande i Vetenskapsrådet.
2017-2018 var Agneta Bladh ensamutredare för ökad internationalisering av universitet och högskolor. SOU 2018:3 och SOU 2018:78
Agneta Bladh har varit styrelseledamot i styrelser inom universitets- och högskolesektorn i Sverige, Norge och Danmark samt deltagit i olika utvärderingar i flera europeiska länder.